# Tanggeran (Paninggaran)
Tanggeran is een bestuurslaag in het regentschap Pekalongan van de provincie Midden-Java, Indonesië. Tanggeran telt 1613 inwoners (volkstelling 2010).